# Lista monumentelor istorice din județul Brașov - I

Simbol pentru monumentele istorice

Lista monumentelor istorice din județul Brașov - I cuprinde monumentele istorice înscrise în Patrimoniul cultural național al României și aflate în localități ce încep cu litera I din județul Brașov.
Lista completă este menținută și actualizată periodic de către Ministerul Culturii, Cultelor și Patrimoniului Național din România, prin intermediul Institutului Național al Patrimoniului, ultima versiune datând din 2015. Această listă cuprinde și actualizările ulterioare, realizate prin ordin al ministrului culturii.
| Cod LMI                               | Denumire                       | Localitate               | Localizare | Datare, Creatori | Imagine      | Erori             |
| ------------------------------------- | ------------------------------ | ------------------------ | ---------- | ---------------- | ------------ | ----------------- |
| BV-II-a-A-11723 (RAN: 40802.02)       | Ansamblul bisericii unitariene | sat Ionești; comuna Cața | 50         | sec. XIV - XVI   | Alte imagini | Raportează eroare |
| BV-II-m-A-11723.01 (RAN: 40802.02.01) | Biserica unitariană            | sat Ionești; comuna Cața | 50         | sec. XIV, 1522   |              | Raportează eroare |
| BV-II-m-A-11723.02 (RAN: 40802.02.02) | Zid de incintă                 | sat Ionești; comuna Cața | 50         | sec. XVI         |              | Raportează eroare |